# Wormaldia strota
Wormaldia strota är en nattsländeart som först beskrevs av Ross 1938.  Wormaldia strota ingår i släktet Wormaldia och familjen stengömmenattsländor. Inga underarter finns listade i Catalogue of Life.